# پال جرارد اسمیت
پال جرارد اسمیت (انگلیسی: Paul Gerard Smith؛ ۱۴ سپتامبر ۱۸۹۴ – ۱۴ آوریل ۱۹۶۸) فیلم‌نامه‌نویس اهل ایالات متحده آمریکا بود.
از فیلم‌هایی که وی در آن‌ها نقش داشته‌است، می‌توان به ژنرال، اسپیدی، استقبال از خطر، بتلینگ باتلر، در آریزونای قدیم، در لباسی خیره‌کننده و پاها به جلو اشاره نمود.